# Polo (Missouri)
Pour les articles homonymes, voir Polo (homonymie).
Polo est une ville du comté de Caldwell, dans le Missouri, aux États-Unis,. Située au sud du comté, elle est fondée en 1867 et incorporé en 1953.

## Démographie
Lors du recensement de 2010, la ville comptait une population de 575 habitants. Elle est estimée, en 2016, à 540 habitants.